# Nagata Acoustics
Nagata Acoustics (永田音響設計, Nagata onkyō sekkei) est une société japonaise d'ingénierie acoustique fondée le 1er juillet 1971 par Dr Nagata Minoru. La société, basée dans l'arrondissement de Bunkyō à Tokyo, a participé à la conception de plus de soixante-dix salles de concerts historiquement au Japon, dont le Suntory Hall, le Sapporo Concert Hall, le Muza Kawasaki Symphony Hall, le Kyoto Concert Hall et le Hyogo Performing Arts Center ainsi qu'à d'autres réalisations telles que la cour suprême du Japon à Tokyo et l'environnement acoustique du nouveau théâtre national de Tokyo,. 
À l'international, elle a été consultante pour le Walt Disney Concert Hall, la salle symphonique de Copenhague, la maison de la musique d'Helsinki, le théâtre Mariinsky et Opera House, la philharmonie de l'Elbe, Taichung Metropolitan Opera House et la Philharmonie de Paris,,.
L'acousticien Yasuhisa Toyota, fondateur de la filiale basée à Los Angeles Nagata Acoustics International, est conseiller exécutif de la société.